# Liste der Erzbischöfe von Vilnius
Die folgenden Personen waren Bischöfe und Erzbischöfe von Vilnius (Litauen):

## Bischöfe von Vilnius
- 1388–1398 Andreas I. Vasila (Andrzej Jastrzębiec, Jastrzębiec) OFM
- 1399–1407 Jakob Plichta OFM
- 1408–1414 Mikołaj Gorzkowski
- 1415–1422 Peter von Krakau
- 1422–1453 Matthias von Trakai oder von Vilnius (lat. Matthias Vilnensis)
- 1453–1467 Mikołaj z Sołecznik (von Šalčininkai, Mikalojus Šalčininkietis)
- 1468–1481 Johann
- 1481–1491 Andrzej Szeliga
- 1492–1507 Wojciech Tabor
- 1507–1519 Albert Radziwiłł
- 1519–1536 Jan(usz) de Thelnicz (Jan Litewski, nichtehelicher Sohn von Sigismund I.) (danach Bischof von Posen)
- 1536–1555 Paweł Fürst Holszański
- 1556–1579 Walerian Protasewicz
- 1579–1591 Georg Radziwill (danach Bischof von Krakau)
- 1600–1615 Benedykt Woyna
- 1616–1630 Eustachy Wołłowicz
- 1631–1649 Abraham Woyna
- 1649–1656 Jerzy Tyszkiewicz
- 1656–1661 Jan Karol Dowgiałło Zawisza
- 1661–1665 Jerzy Białłozor
- 1667–1671 Aleksander Kazimierz Sapieha
- 1672–1684 Mikołaj Stefan Pac
- 1685–1686 Aleksander Kotowicz
- 1687–1722 Konstanty Kazimierz Brzostowski
- 1722–1723 Maciej Józef Ancuta
- 1724–1729 Karol Piotr Pancerzyński
- 1730–1762 Michał Jan Zienkowicz
- 1762–1794 Ignacy Jakub Massalski
- 1798–1808 Jan Nepomucen Kossakowski
  - 1808–1814 Hieronim Stojnowski (Administrator)
- 1814–1815 Hieronim Stojnowski
- 1840–1841 Andrzej Benedykt Kłągiewicz
  - 1842–1846 Jan Cywiński (Administrator)
- 1848–1858 Wacław Żyliński
- 1858–1883 Adam Stanisław Krasiński
- 1883–1889 Karol Hryniewiecki (danach Titularerzbischof von Perge)
- 1889–1895 Antoni Franciszek Audzijonis-Audzevičius
- 1897–1902 Stefan Aleksander Zwierowicz
- 1903–1917 Eduard von der Ropp (davor Bischof von Tiraspol (Moldawien))
- 1918–1925 Jurgis Matulaitis MIC

## Erzbischöfe von Vilnius
- 1925–1926 Jan Feliks Cieplak (erster Erzbischof ab 1925)
- 1926–1955 Romuald Jałbrzykowski, seit 1945 – Apostolischer Administrator im polnischen Teil des Bistums Vilnius (Sitz in Białystok)
- 1955–1989 Sedisvakanz
- 1989–1991 Julijonas Steponavičius
- 1991–2013: Audrys Bačkis
- seit 2013: Gintaras Grušas